# 大室公園

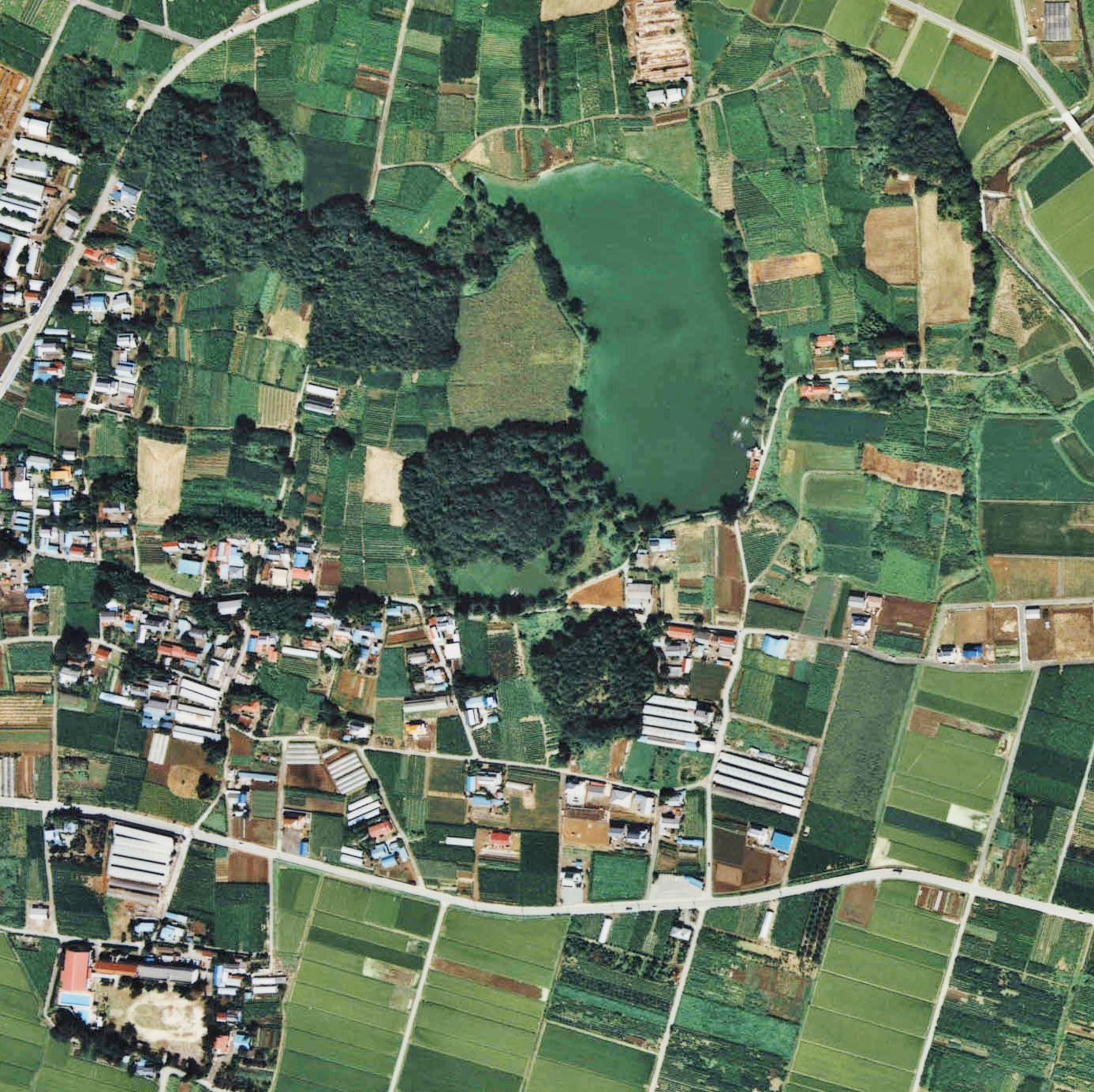
大室公園整備前の大室古墳群
（1986年度撮影）。

大室公園（おおむろこうえん）は、群馬県前橋市に位置する都市公園（総合公園）である。西大室町と東大室町にまたがる。日本の歴史公園100選に選ばれている。

## 来歴
赤城山麓の標高130メートルの台地に築造された大室古墳群は、日本の古墳のなかでも早い時期から学術的な調査が行われたことで有名である。1878年（明治11年）には豊城入彦命の陵墓候補地に挙げられていた前二子古墳の発掘調査が行われ、石室より発見された数多くの遺物は、当時の世間の注目を集めた。これらの古墳群を「大室公園」として整備する計画が昭和60年代から県の公園部局と文化財部局の主導の元進められた。実際の整備は、1989年（平成元年）に大室公園史跡整備委員会が組織され、1991年（平成3年）から発掘調査が始まった。まず1991年（平成3年）に後二子古墳と小二子古墳、1992年（平成4年）に前二子古墳、1993年（平成5年）と1994年（平成6年）に中二子古墳、1995年（平成7年）と1996年（平成8年）に小二子古墳と6年間にわたって調査された。南北500m、東西1000mの広がりを持ち、公園内には国史跡の大室古墳群や豪族居館跡といった遺跡のほか、江戸時代末期の赤城型民家や古墳時代の住居が再現されている。

## 園内
- 大室古墳群
- 梅木遺跡（豪族居館跡）
- 民家園 - 旧関根家住宅（前橋市指定重要文化財）、古代住居

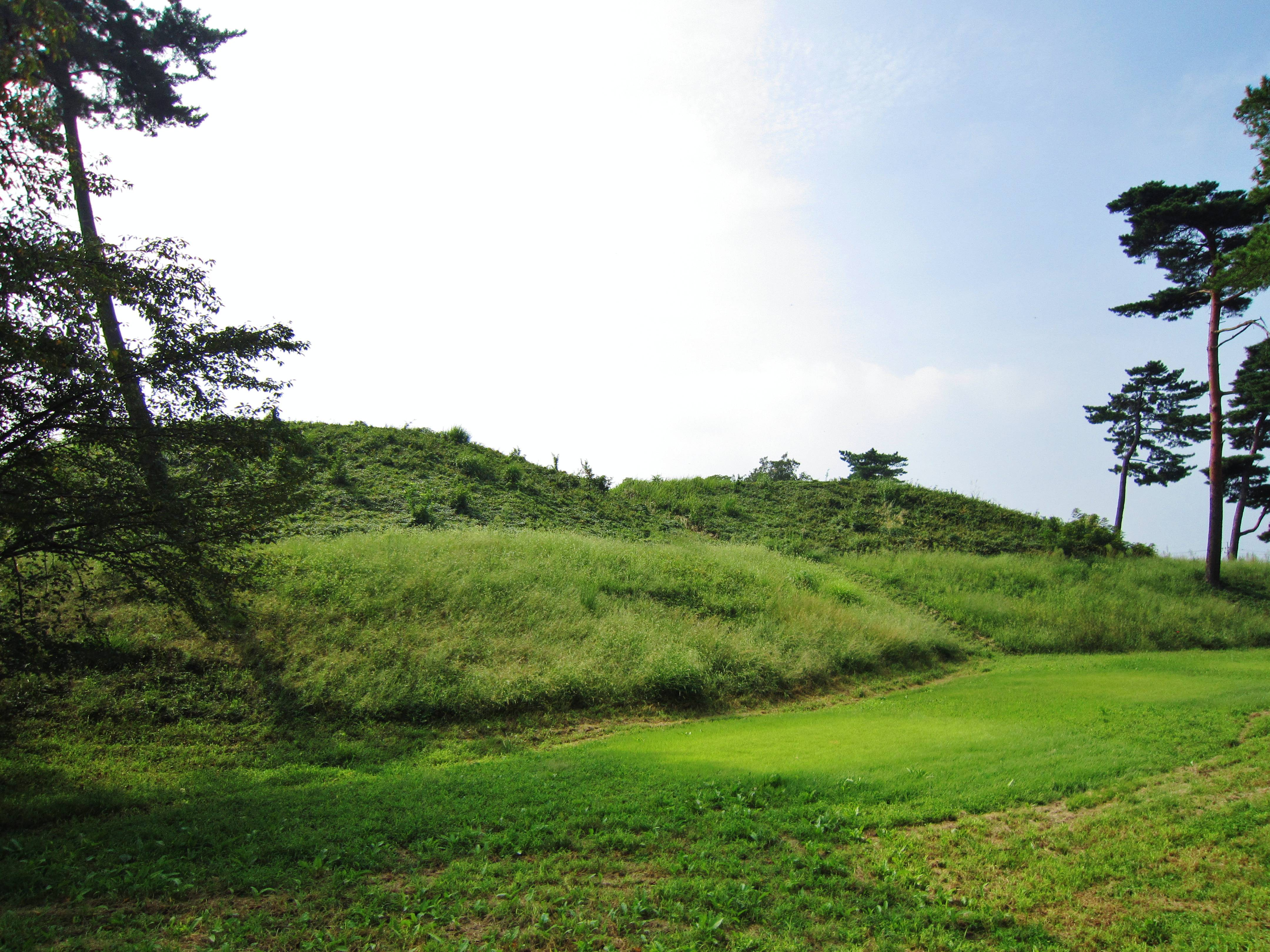
前二子古墳
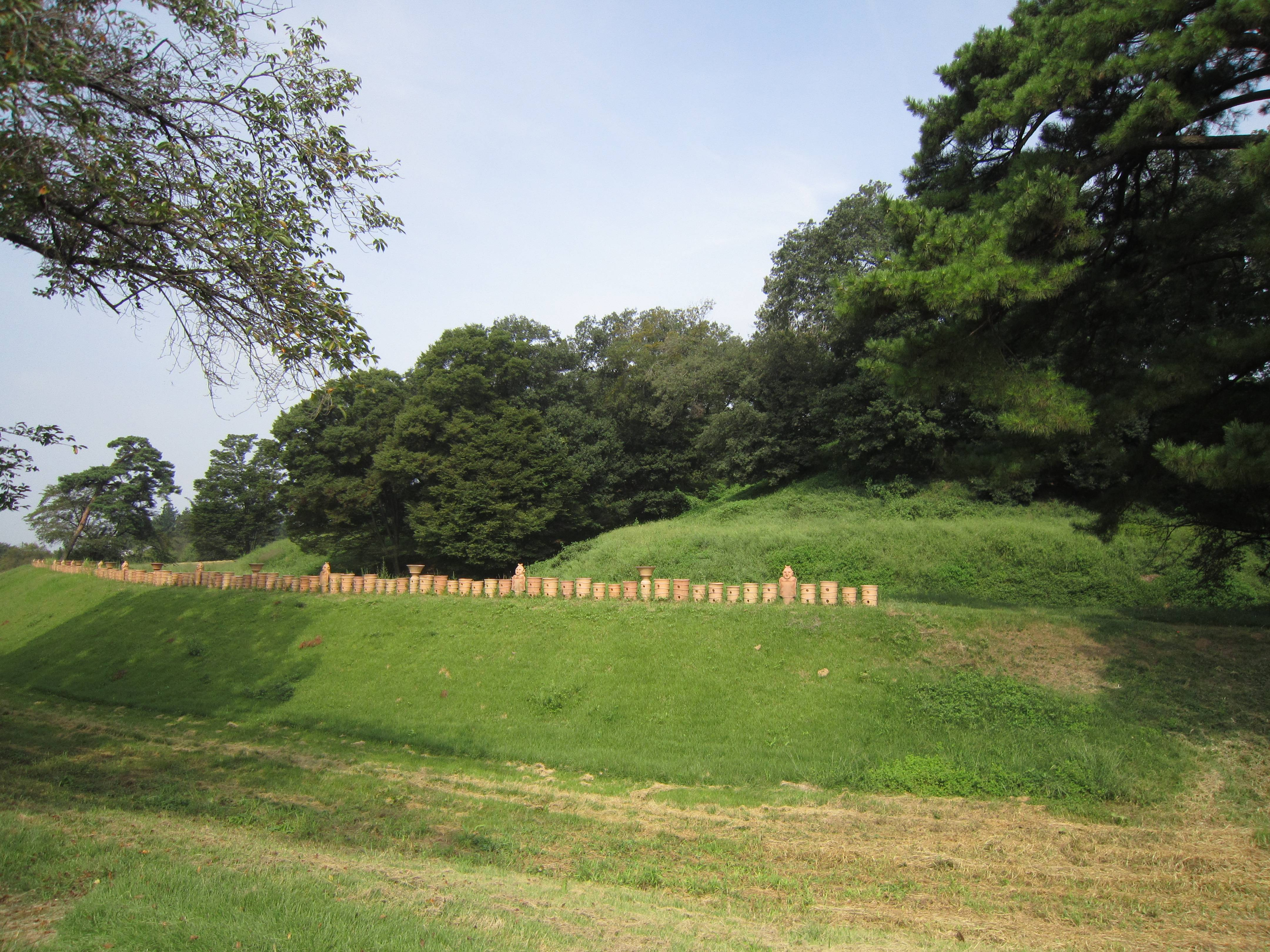
中二子古墳
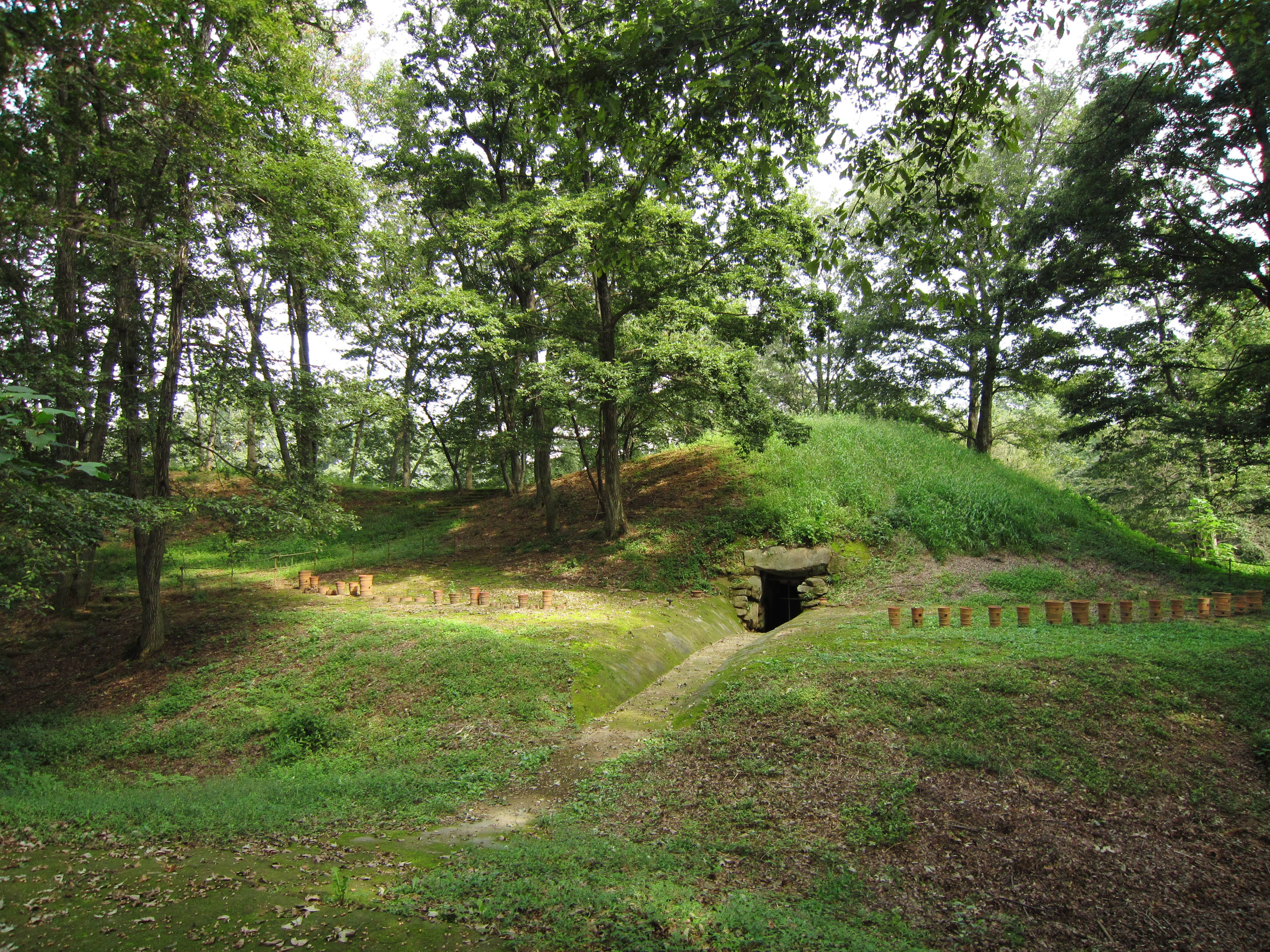
後二子古墳
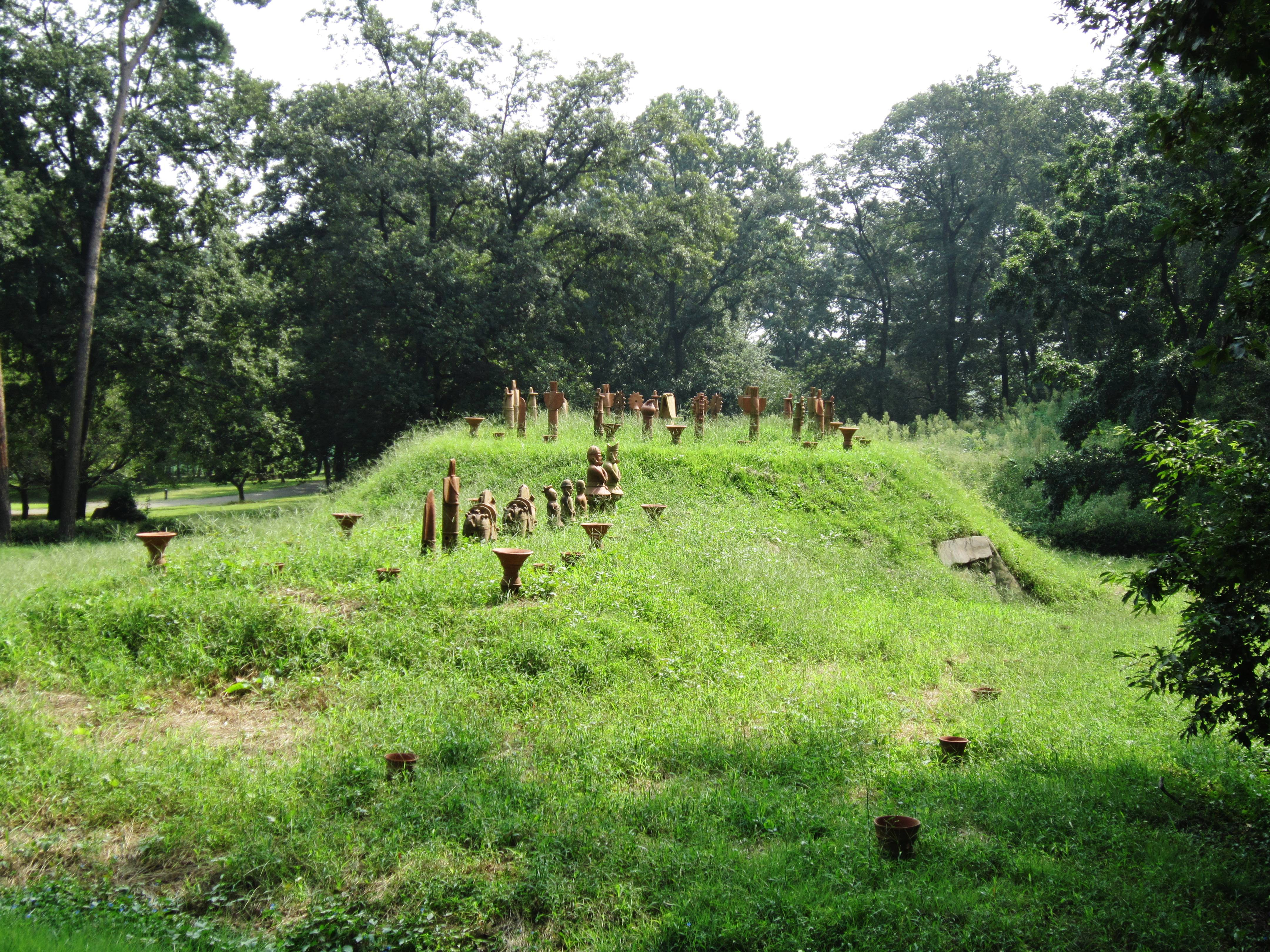
小二子古墳
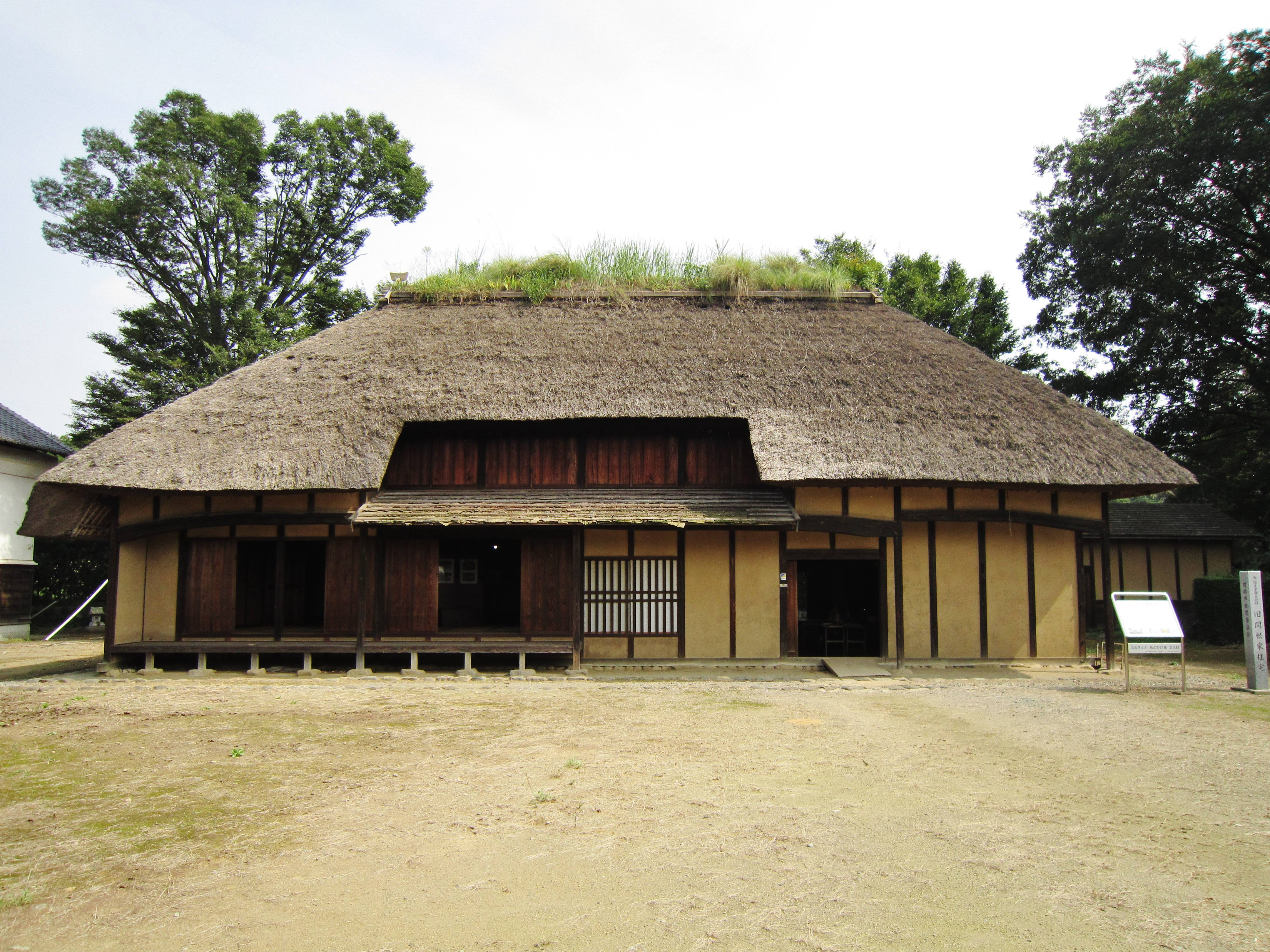
旧関根家住宅
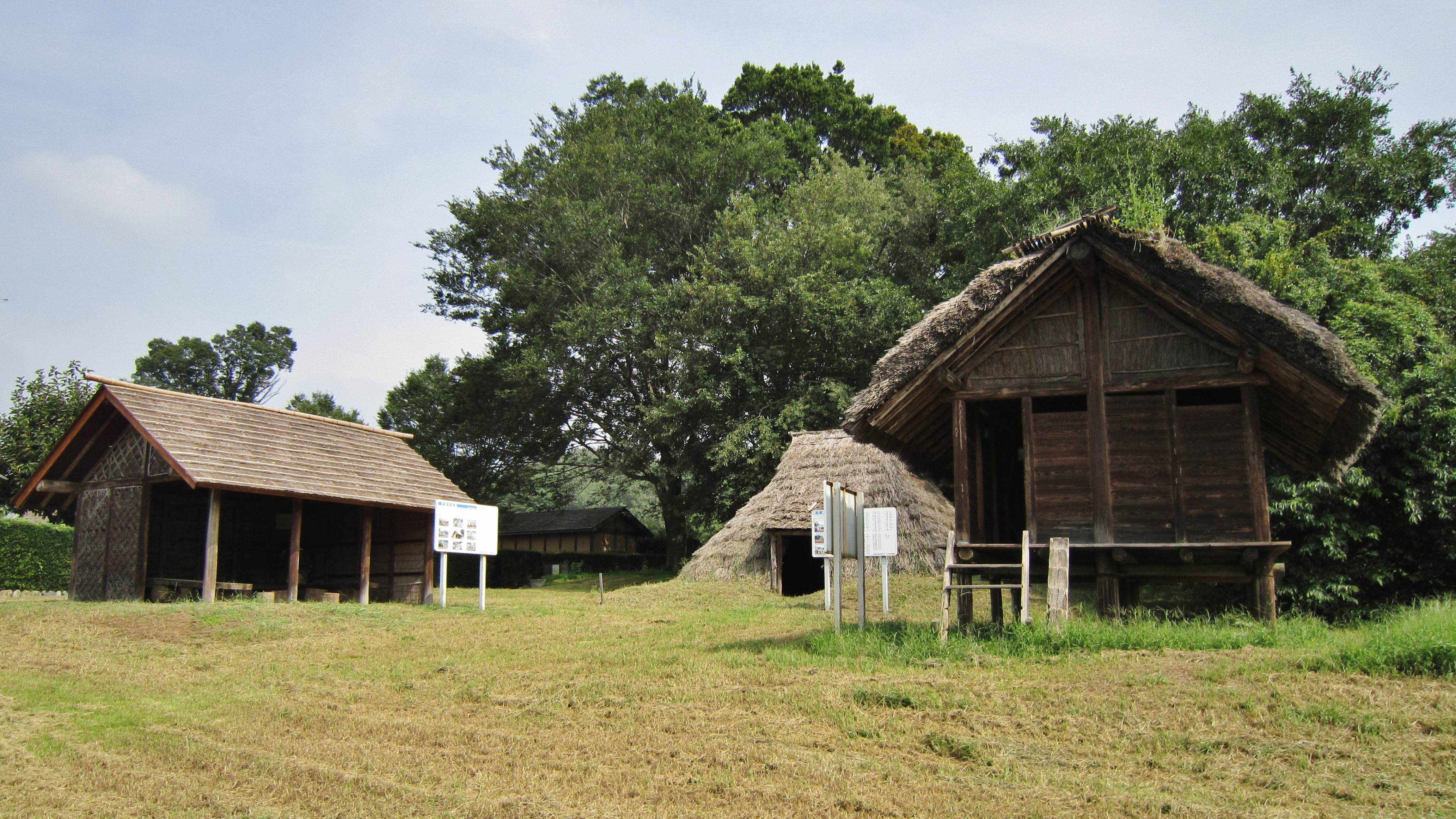
古代住居
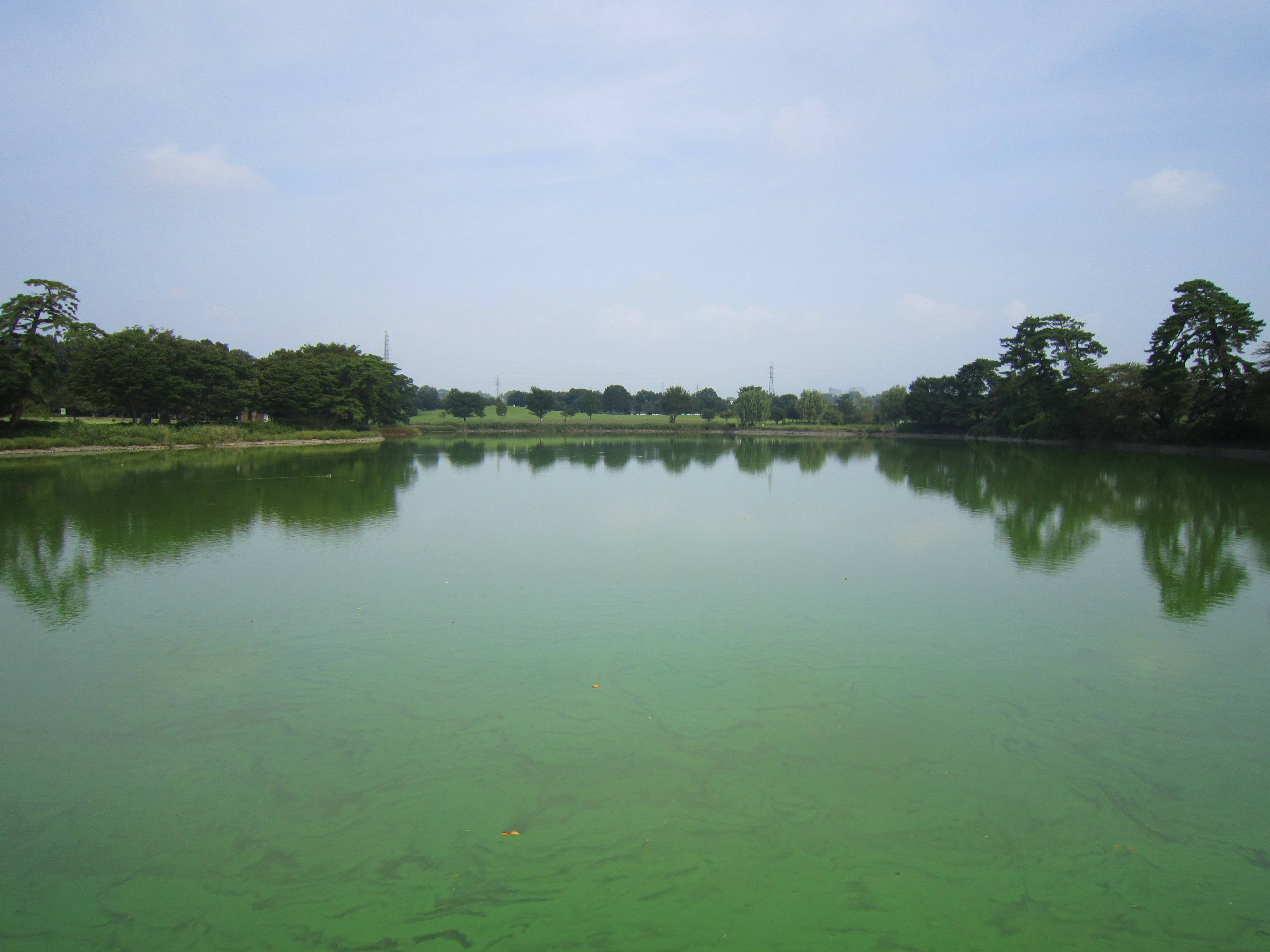
五料沼
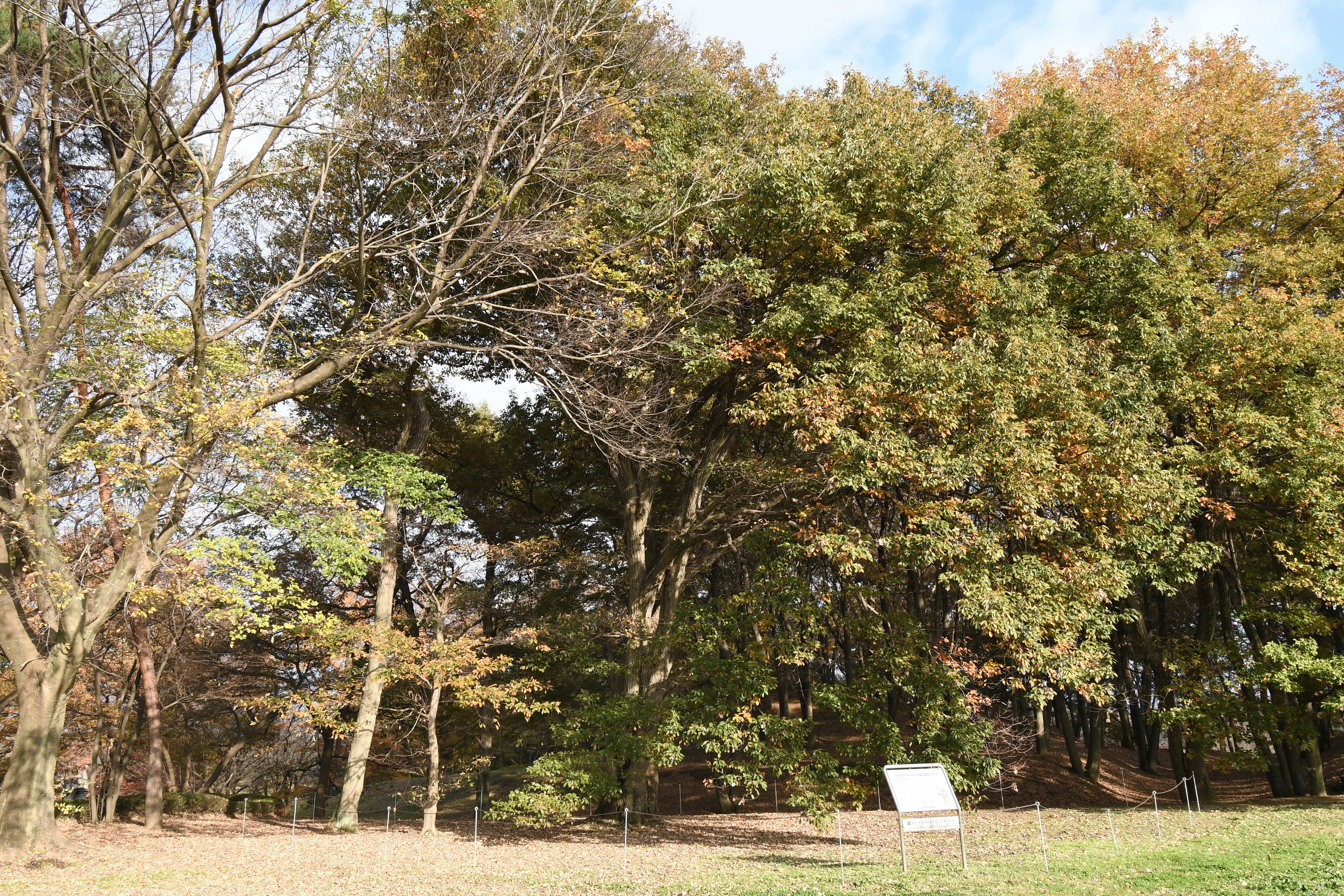
大室公園のコナラ（前橋市指定天然記念物）

## 交通アクセス
- 北関東自動車道波志江スマートインターチェンジから3.6km。（車で10分）
- 北関東自動車道伊勢崎インターチェンジから5km。(車で10分)
- 上毛電気鉄道大胡駅からタクシーで10分。
- 両毛線伊勢崎駅からタクシーで20分。